# Betz-le-Château
Pour les articles homonymes, voir Betz.
Ne doit pas être confondu avec Bełchatów.
Betz-le-Château [be lə ʃato] est une commune française du département d'Indre-et-Loire, en région Centre-Val de Loire.

## Géographie
| Esves-le-Moutier | Saint-Senoch    | Verneuil-sur-Indre |
| Ferrière-Larçon  | Betz-le-Château |                    |
| La Celle-Guénand |                 | Saint-Flovier      |

### Localisation et caractéristiques
L'altitude de Betz-le-Château est de 110 mètres environ. Sa superficie est de 46,88 km2. Sa latitude est de 46,992 degrés nord et sa longitude de 0,922 degrés est. Les villes et villages proches de Betz-le-Château sont : Ferrière-Larçon (37350) à 2,89 km, La Celle-Guenand (37350) à 5,35 km, Esves-le-Moutier (37240) à 5,50 km, Paulmy (37350) à 6,26 km, Saint-Senoch (37600) à 7,08 km.
(Les distances avec ces communes proches de Betz-le-Château sont calculées à vol d'oiseau - Voir la liste des villes et villages d'Indre-et-Loire).

### Hydrographie

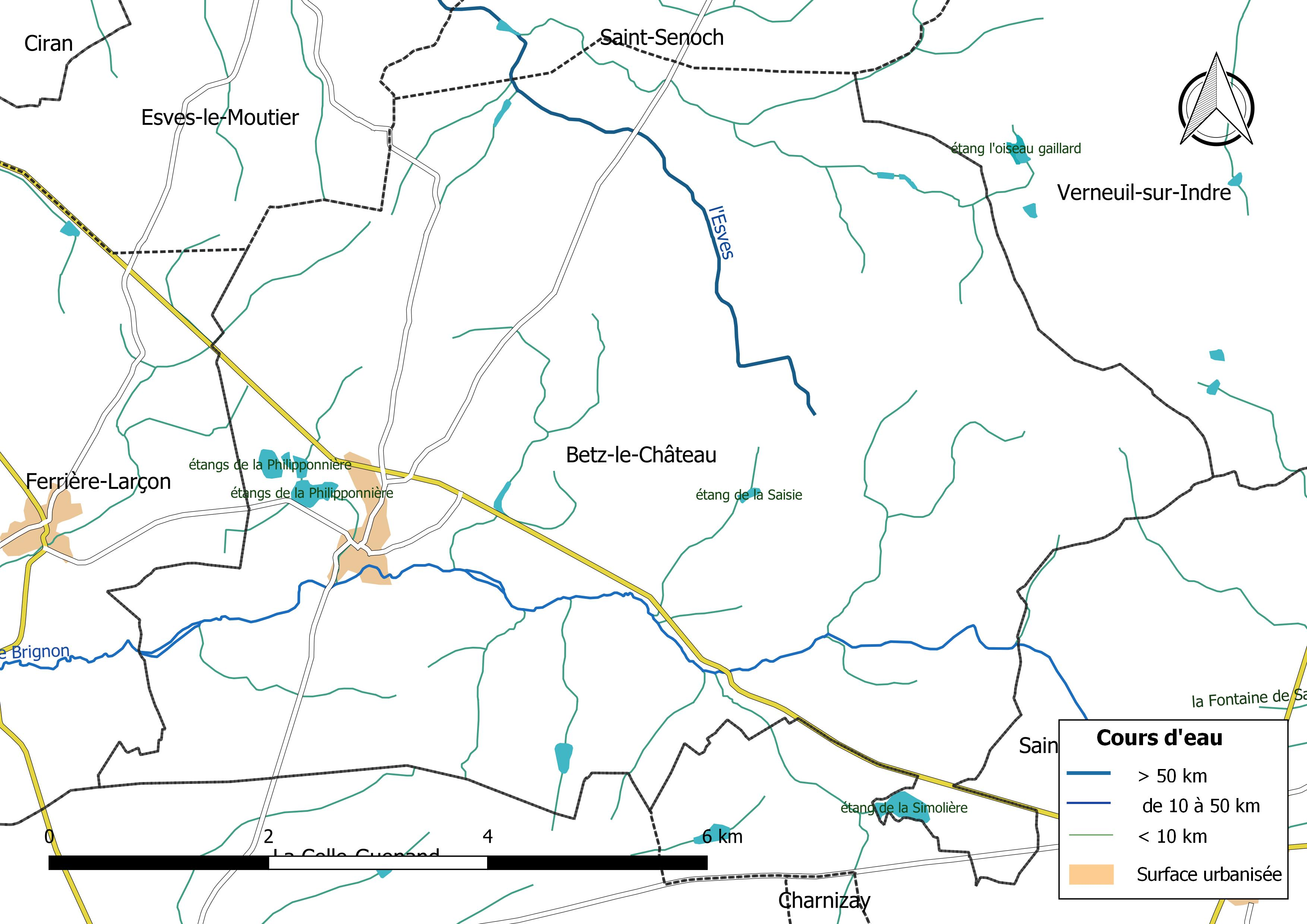
Réseau hydrographique de Betz-le-Château.

Le réseau hydrographique communal, d'une longueur totale de 56,05 km, comprend deux cours d'eau notables, l'Esves (4,858 km) et le Brignon (9,566 km), et divers petits cours d'eau pour certains temporaires,.
L'Esves, d'une longueur totale de 39,3 km, prend sa source à 135 m d'altitude dans l'est du territoire communal, aux bords du hameau du Petit Chêne. et se jette dans la Creuse à Descartes, à 44 mètres d'altitude, après avoir traversé 12 communes. 
Sur le plan piscicole, l'Esves est classée en deuxième catégorie piscicole. Le groupe biologique dominant est constitué essentiellement de poissons blancs (cyprinidés) et de carnassiers (brochet, sandre et perche).

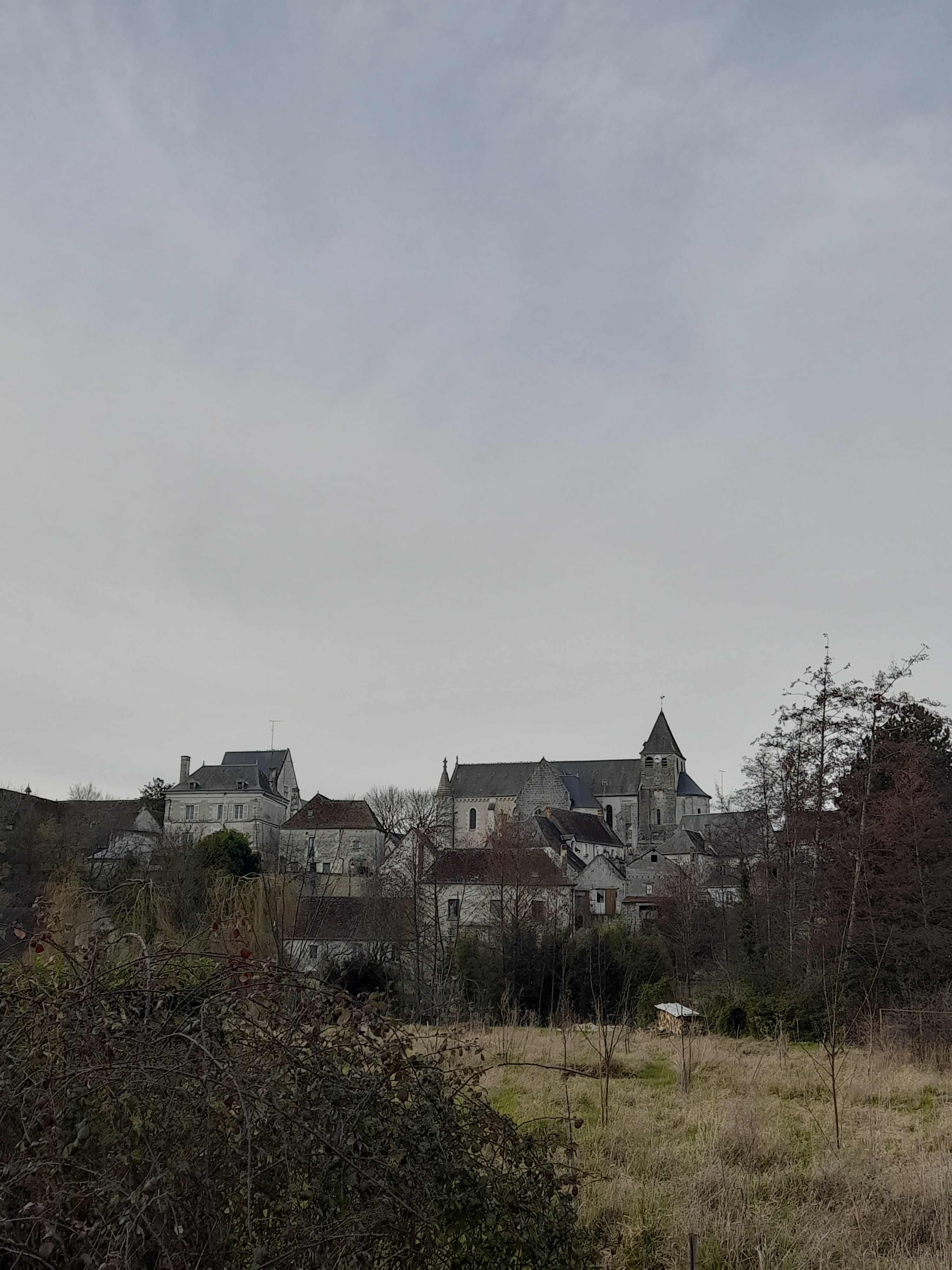

Le Brignon, d'une longueur totale de 26,3 km, prend sa source à 127 mètres d'altitude sur le territoire de la commune de Saint-Flovier et se jette dans la Claise à Abilly, après avoir traversé 7 communes. 
Sur le plan piscicole, le Brignon est également classé en deuxième catégorie piscicole.
Trois zones humides ont été répertoriées sur la commune par la direction départementale des territoires (DDT) et le conseil départemental d'Indre-et-Loire : « l'étang de la Saisie », « l'étang Cordoux » et « les étangs de la Philipponnière »,.

### Climat
Pour des articles plus généraux, voir Climat du Centre-Val de Loire et Climat d'Indre-et-Loire.
En 2010, le climat de la commune est de type climat océanique dégradé des plaines du Centre et du Nord, selon une étude du CNRS s'appuyant sur une série de données couvrant la période 1971-2000. En 2020, Météo-France publie une typologie des climats de la France métropolitaine dans laquelle la commune est exposée à un climat océanique altéré et est dans la région climatique Centre et contreforts nord du Massif Central, caractérisée par un air sec en été et un bon ensoleillement.
Pour la période 1971-2000, la température annuelle moyenne est de 11,7 °C, avec une amplitude thermique annuelle de 14,8 °C. Le cumul annuel moyen de précipitations est de 733 mm, avec 11,1 jours de précipitations en janvier et 6,8 jours en juillet. Pour la période 1991-2020, la température moyenne annuelle observée sur la station météorologique de Météo-France la plus proche, sur la commune de Ferrière-Larçon à 3 km à vol d'oiseau, est de 12,2 °C et le cumul annuel moyen de précipitations est de 709,6 mm,. Pour l'avenir, les paramètres climatiques de la commune estimés pour 2050 selon différents scénarios d'émission de gaz à effet de serre sont consultables sur un site dédié publié par Météo-France en novembre 2022.

## Urbanisme

### Typologie
Au 1er janvier 2024, Betz-le-Château est catégorisée commune rurale à habitat très dispersé, selon la nouvelle grille communale de densité à sept niveaux définie par l'Insee en 2022.
Elle est située hors unité urbaine. Par ailleurs la commune fait partie de l'aire d'attraction de Loches, dont elle est une commune de la couronne,. Cette aire, qui regroupe 23 communes, est catégorisée dans les aires de moins de 50 000 habitants,.

### Occupation des sols
L'occupation des sols de la commune, telle qu'elle ressort de la base de données européenne d’occupation biophysique des sols Corine Land Cover (CLC), est marquée par l'importance des territoires agricoles (90,4 % en 2018), une proportion sensiblement équivalente à celle de 1990 (90,5 %). La répartition détaillée en 2018 est la suivante : 
terres arables (79,8 %), forêts (8,7 %), prairies (5,8 %), zones agricoles hétérogènes (4,8 %), zones urbanisées (0,9 %). L'évolution de l’occupation des sols de la commune et de ses infrastructures peut être observée sur les différentes représentations cartographiques du territoire : la carte de Cassini (XVIIIe siècle), la carte d'état-major (1820-1866) et les cartes ou photos aériennes de l'IGN pour la période actuelle (1950 à aujourd'hui).

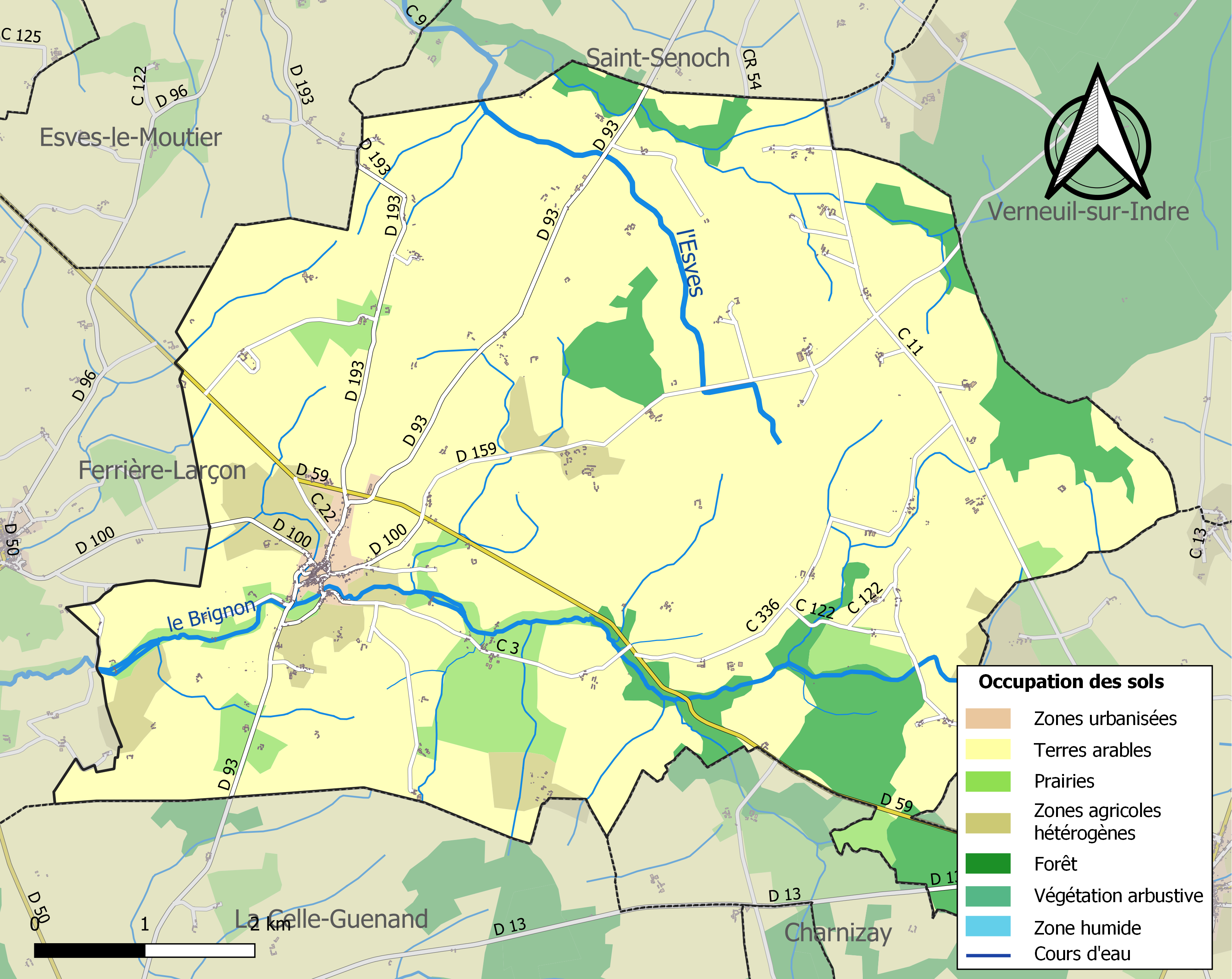
Carte des infrastructures et de l'occupation des sols de la commune en 2018 (CLC).

### Risques majeurs
Le territoire de la commune de Betz-le-Château est vulnérable à différents aléas naturels : météorologiques (tempête, orage, neige, grand froid, canicule ou sécheresse), feux de forêts et séisme (sismicité faible). Un site publié par le BRGM permet d'évaluer simplement et rapidement les risques d'un bien localisé soit par son adresse soit par le numéro de sa parcelle.
Pour anticiper une remontée des risques de feux de forêt et de végétation vers le nord de la France en lien avec le dérèglement climatique, les services de l’État en région Centre-Val de Loire (DREAL, DRAAF, DDT) avec les SDIS ont réalisé en 2021 un atlas régional du risque de feux de forêt, permettant d’améliorer la connaissance sur les massifs les plus exposés. La commune, étant pour partie dans les massifs de Saint-Flovier et de Verneuil, est classée au niveau de risque 4, sur une échelle qui en comporte quatre (1 étant le niveau maximal).

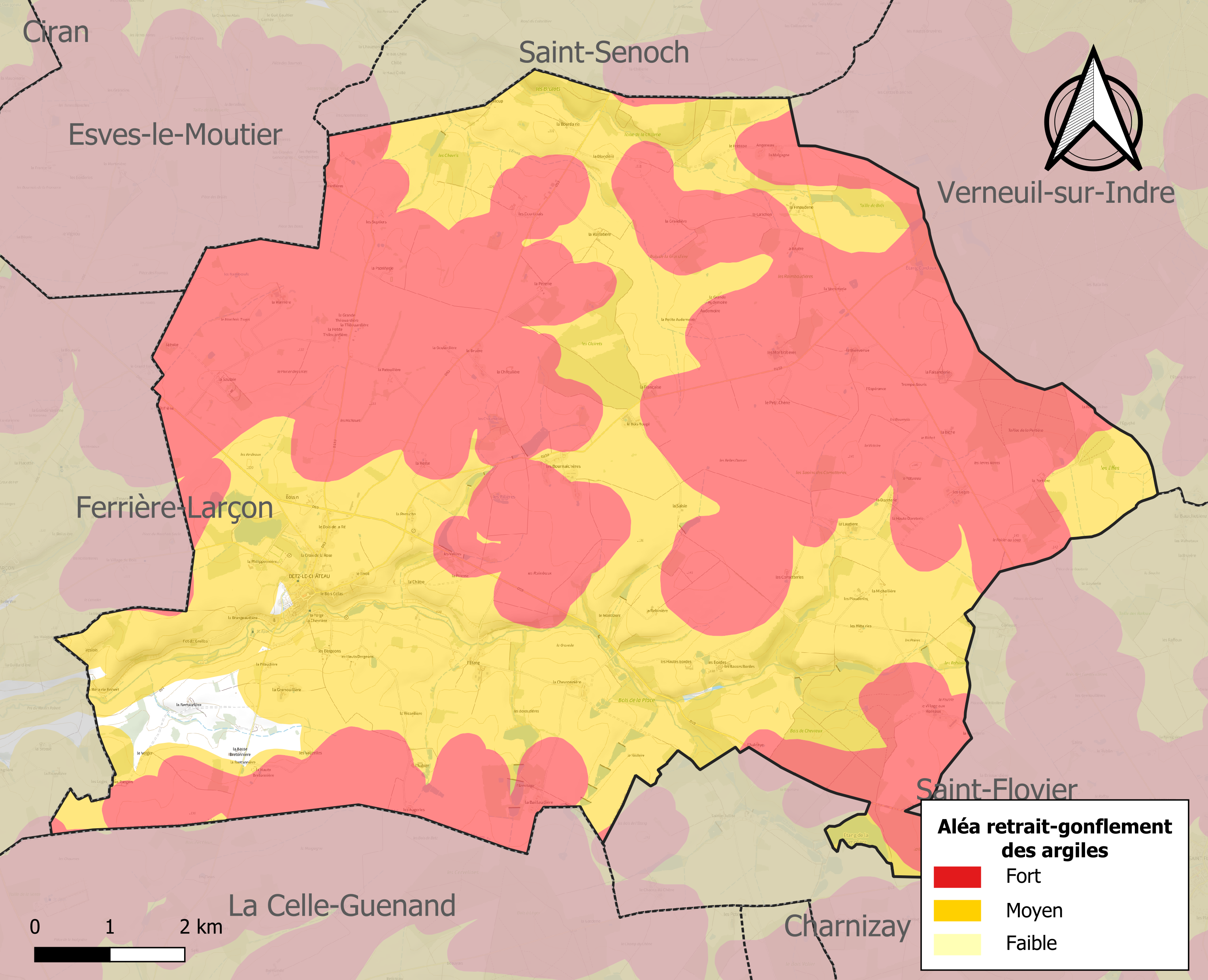
Carte des zones d'aléa retrait-gonflement des sols argileux de Betz-le-Château.

Le retrait-gonflement des sols argileux est susceptible d'engendrer des dommages importants aux bâtiments en cas d’alternance de périodes de sécheresse et de pluie. 98,1 % de la superficie communale est en aléa moyen ou fort (90,2 % au niveau départemental et 48,5 % au niveau national). Sur les 394 bâtiments dénombrés sur la commune en 2019, 384 sont en aléa moyen ou fort, soit 97 %, à comparer aux 91 % au niveau départemental et 54 % au niveau national. Une cartographie de l'exposition du territoire national au retrait gonflement des sols argileux est disponible sur le site du BRGM,.
Concernant les mouvements de terrains, la commune a été reconnue en état de catastrophe naturelle au titre des dommages causés par la sécheresse en 1996 et 1997 et par des mouvements de terrain en 1999.

## Histoire
La terre de Betz était une châtellenie qui relevait à la fois de Loches et de Reignac. François Ier y séjourna une nuit en 1517.

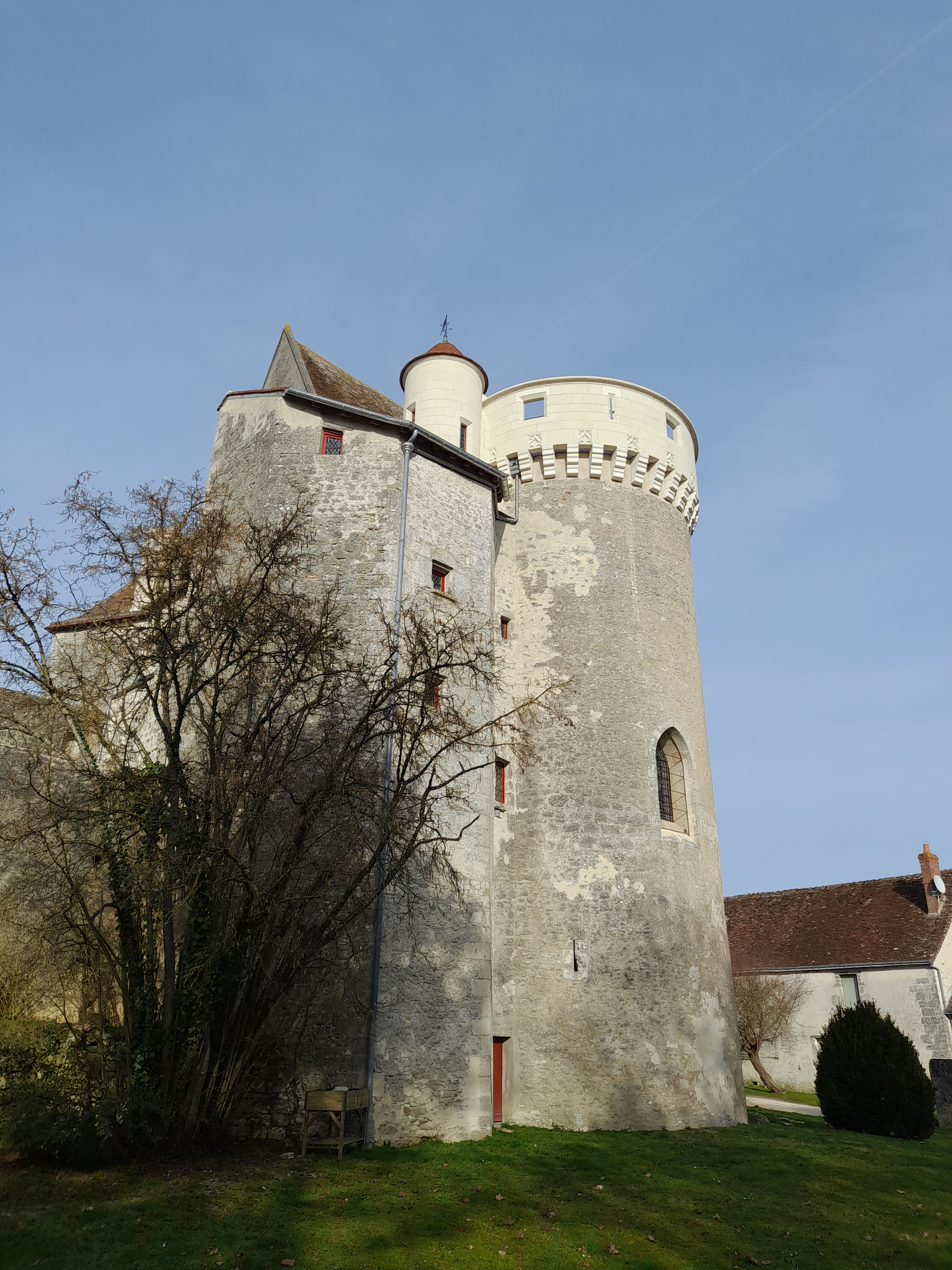
Château de Betz-le-Château en 2022.

## Politique et administration

### Liste des maires
| Période      | Période      | Identité            | Étiquette | Qualité                                                                                            |
| ------------ | ------------ | ------------------- | --------- | -------------------------------------------------------------------------------------------------- |
| 1924         | 1947         | Paul Pénot          |           | officier de marine en retraite conseiller général d'Indre-et-Loire officier de la Légion d'honneur |
| mars 2001    | 2014         | Andrée Schuller     |           | |
| mars 2014    | juillet 2020 | Roger Borrat        | SE        | Retraité                                                                                           |
| juillet 2020 | En cours     | Jean-Claude Galland |           | |

Le nombre d'habitants, au dernier recensement, étant compris entre 500 et 1499, le nombre de membres du conseil municipal est de 15.

### Politique environnementale
Dans son palmarès 2016, le Conseil National des Villes et Villages Fleuris de France a attribué une fleur à la commune au Concours des villes et villages fleuris.

## Population et société

### Démographie

#### Évolution démographique
L'évolution du nombre d'habitants est connue à travers les recensements de la population effectués dans la commune depuis 1793. Pour les communes de moins de 10 000 habitants, une enquête de recensement portant sur toute la population est réalisée tous les cinq ans, les populations de référence des années intermédiaires étant quant à elles estimées par interpolation ou extrapolation. Pour la commune, le premier recensement exhaustif entrant dans le cadre du nouveau dispositif a été réalisé en 2005.

En 2022, la commune comptait 508 habitants, en évolution de −11,34 % par rapport à 2016 (Indre-et-Loire : +1,67 %, France hors Mayotte : +2,11 %).
| 1793  | 1800  | 1806  | 1821  | 1831  | 1836  | 1841  | 1846  | 1851  |
| ----- | ----- | ----- | ----- | ----- | ----- | ----- | ----- | ----- |
| 1 048 | 1 091 | 1 159 | 1 132 | 1 296 | 1 296 | 1 326 | 1 325 | 1 373 |

| 1856  | 1861  | 1866  | 1872  | 1876  | 1881  | 1886  | 1891  | 1896  |
| ----- | ----- | ----- | ----- | ----- | ----- | ----- | ----- | ----- |
| 1 366 | 1 407 | 1 417 | 1 334 | 1 364 | 1 314 | 1 345 | 1 321 | 1 340 |

| 1901  | 1906  | 1911  | 1921  | 1926  | 1931  | 1936  | 1946  | 1954  |
| ----- | ----- | ----- | ----- | ----- | ----- | ----- | ----- | ----- |
| 1 334 | 1 350 | 1 327 | 1 235 | 1 214 | 1 137 | 1 165 | 1 191 | 1 243 |

| 1962  | 1968  | 1975 | 1982 | 1990 | 1999 | 2005 | 2006 | 2010 |
| ----- | ----- | ---- | ---- | ---- | ---- | ---- | ---- | ---- |
| 1 121 | 1 015 | 857  | 689  | 619  | 594  | 591  | 587  | 582  |

| 2015 | 2020 | 2022 | - | - | - | - | - | - |
| ---- | ---- | ---- | - | - | - | - | - | - |
| 575  | 519  | 508  | - | - | - | - | - | - |

#### Pyramide des âges
La population de la commune est relativement âgée.
En 2018, le taux de personnes d'un âge inférieur à 30 ans s'élève à 24,9 %, soit en dessous de la moyenne départementale (34,9 %). À l'inverse, le taux de personnes d'âge supérieur à 60 ans est de 39,7 % la même année, alors qu'il est de 27,8 % au niveau départemental.
En 2018, la commune comptait 276 hommes pour 278 femmes, soit un taux de 50,18 % de femmes, légèrement inférieur au taux départemental (51,91 %).
Les pyramides des âges de la commune et du département s'établissent comme suit.
| Hommes | Classe d’âge | Femmes |
| ------ | ------------ | ------ |
| 1,2    | 90 ou +      | 1,5    |
| 13,5   | 75-89 ans    | 16,9   |
| 23,2   | 60-74 ans    | 23,1   |
| 23,6   | 45-59 ans    | 20,4   |
| 13,9   | 30-44 ans    | 13,1   |
| 11,2   | 15-29 ans    | 11,2   |
| 13,5   | 0-14 ans     | 13,8   |

| Hommes | Classe d’âge | Femmes |
| ------ | ------------ | ------ |
| 0,9    | 90 ou +      | 2,2    |
| 7,9    | 75-89 ans    | 10,2   |
| 17,3   | 60-74 ans    | 18,1   |
| 19,8   | 45-59 ans    | 19,1   |
| 17,9   | 30-44 ans    | 17,2   |
| 18,5   | 15-29 ans    | 17,5   |
| 17,6   | 0-14 ans     | 15,6   |

### Vie quotidienne à Betz-le-Château
La vie à Betz-le-Château reste relativement calme. 
On peut tout de même y trouver une boulangerie-pâtisserie, une auberge, des producteurs divers (deux producteurs de fromage de chèvre, producteur de volailles, de cochon, de mouton, etc.).
Concernant les activités que l'on peut y trouver, elles sont, somme toute, extrêmement limitées. Des lotos et un karaoké organisés par plusieurs associations de la commune, des repas organisés eux aussi par diverses associations et la mairie.
Un centre de loisirs qui a ouvert chaque été pour accueillir des enfants de 3 à 17 ans ne fonctionne plus actuellement. Des activités hebdomadaires (ateliers gourmands, aquarelle, gymnastique, hip-hop, sophrologie) sont organisées par l'association Familles Rurales de la commune.
Il y a également L'assemblée qui, chaque année, au cours du mois de juin, rassemble tous les Castlebessins, lors d'un repas champêtre, puis avec la brocante le lendemain avec les traditionnels manèges.
Depuis quelques années, les habitants de deux rues aiment à se rencontrer autour d'un barbecue sur un principe où chacun apporte soit une entrée ou un dessert pour accompagner les grillades.
Un bâtiment commence à sortir de terre dans la zone d'activité du « Bois de la Ré », qui devrait bientôt être totalement fini.

### Enseignement
Betz-le-Château se situe dans l'académie d'Orléans-Tours (Zone B) et dans la circonscription de Loches. Une école primaire accueille les élèves de la commune.

### Bibliothèque municipale
La commune de Betz-le-Château dispose d'une bibliothèque municipale qui fait partie du réseau de la Direction Déléguée du Livre et de la Lecture Publique du Conseil Départemental d'Indre-et-Loire.

## Culture locale et patrimoine

### Lieux et monuments
L'intersection du 47e parallèle nord et du 1er méridien à l'est de Greenwich se trouve sur le territoire de la commune (voir aussi le Degree Confluence Project).

#### Architecture civile

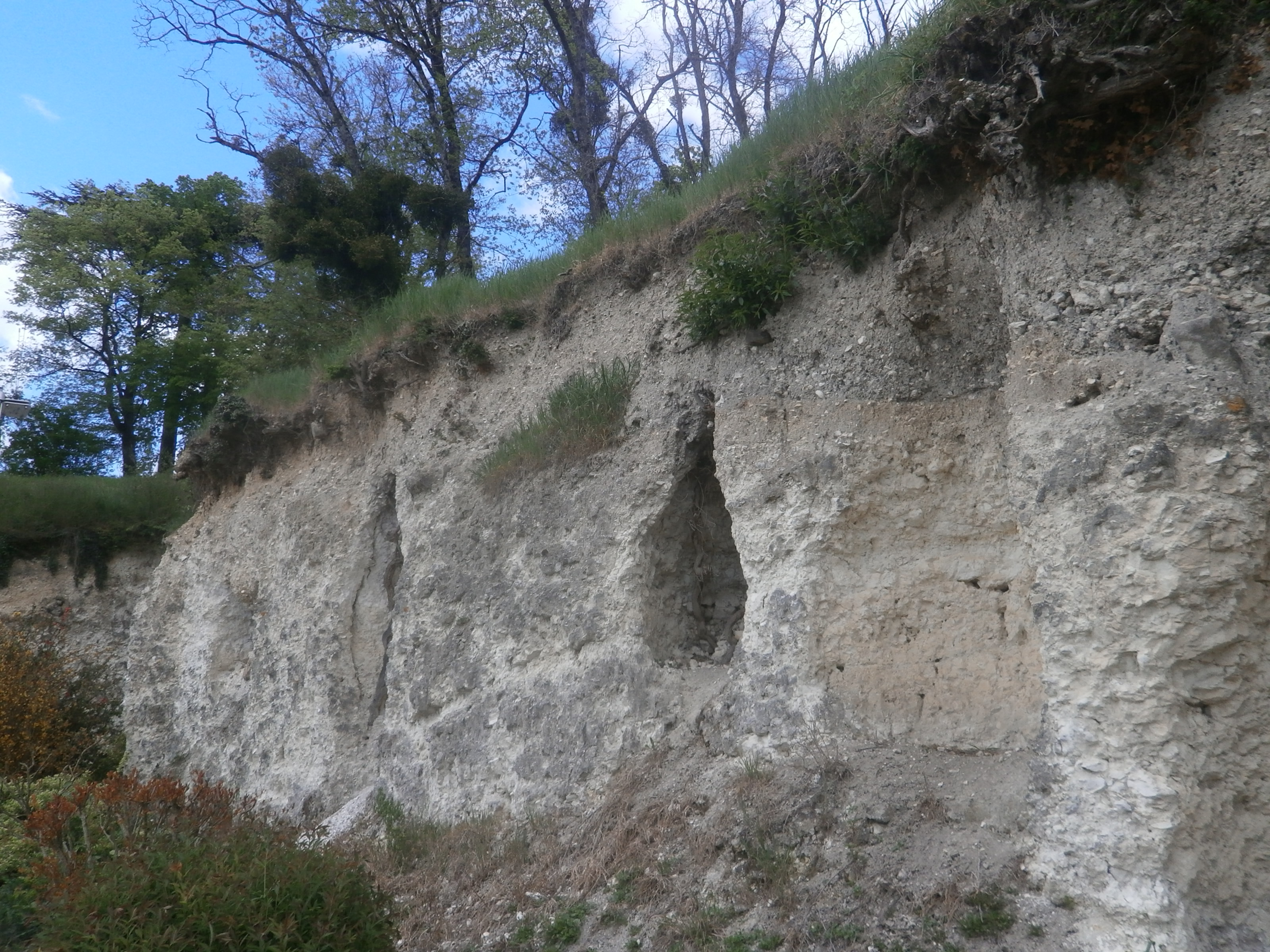
Coupe de la motte castrale.

- Château de Betz : parties de l'ancien château fort XIVe siècle (inscrit monument historique) avec son souterrain de fuite[35]. Le château aurait été bâti par Gilles de Betz au XIe siècle.
- Motte fossoyée, au bourg, qui était la forteresse primitive.
- Enceinte circulaire fossoyée de la Châtre.
- Manoir de la Saulaie.
- Métairie de la Grandière.
- Deux bornes limitant le domaine de l'abbaye de Marmoutier aux Clairets (Inscrit Monument Historique).

#### Architecture sacrée
- Église Saint-Étienne, XIIe et XVe siècles.
- Calvaire de la Thilouardière.

### Personnalités liées à la commune
Georges Besse, PDG de Renault assassiné en 1986 par le groupe Action directe, est enterré dans le cimetière de la commune, où il possédait une résidence secondaire.

### Héraldique
| Blason de Betz-le-Château | Les armes de Betz-le-Château se blasonnent ainsi : Fascé d'or et de sable, les fasces d'or chargées de neuf merlettes aussi de sable ordonnées 4, 2 et 3. |